# Harry Judd
Pour les articles homonymes, voir Judd (homonymie).
 (août 2024).
Si vous disposez d'ouvrages ou d'articles de référence ou si vous connaissez des sites web de qualité traitant du thème abordé ici, merci de compléter l'article en donnant les références utiles à sa vérifiabilité et en les liant à la section « Notes et références ».
Harold Mark Christopher Judd (de surnom Harry Judd), né le 23 décembre 1985 à Chelmsford est le batteur du groupe McFly.

## Biographie
Harry a fait ses études à Uppingham School, avec Charlie Simpson (ex-Busted et aujourd'hui chanteur du groupe Fightstar). Harry a été vu plus tard jouer de la batterie dans le clip de Busted « Crashed the Wedding » qui est sorti en octobre 2003.
Il est maintenant le batteur du groupe anglais McFly, et a coécrit des crédits sur plusieurs de leurs chansons.

## Apparitions TV et cinéma
En janvier 2005, McFly est guest-star dans un épisode de la longue série britannique Casualty (série télévisée). En mai 2006, ils ont joué dans la comédie Lucky Girl avec Lindsay Lohan et Chris Pine, qui est sorti aux États-Unis le 12 mai 2006, et au Royaume-Uni, le 30 juin 2006. Ils ont joué dans le film et sorti un album US qui est une compilation de leurs deux premiers albums. Plus récemment, il est apparu sur Judd Phill Jupitus équipe sur Never Mind the Buzzcocks, de la BBC pop quiz.
Harry Judd a participé en 2011 au concours de danse Strictly Come Dancing avec comme partenaire de danse Aliona Vilani. Ensemble, ils ont remporté la compétition.

## Vie privée
Harry sort avec la violoniste Izzy Johnston (Membre du groupe Escala) depuis plus de cinq ans. Ils se sont connus lors de leur tournée Wonderland en 2005 où elle jouait du violon. ils se sont brièvement séparés il y a plus d'un an avant d'être de nouveau ensemble. Leurs fiancailles ont été annoncées le 17 mai 2012. Ils se sont mariés le 21 décembre 2012. En 2015, ils annoncent attendre leur premier enfant. Leur petite fille nait le 25 janvier 2016.